# 緑町 (名古屋市)
緑町（みどりちょう）は愛知県名古屋市昭和区にある町名。現行行政地名は緑町1丁目から緑町3丁目。住居表示未実施。

## 地理
名古屋市昭和区の中央部に位置し、1丁目と2丁目は隣接しているが、2丁目と3丁目の間に阿由知通が挟んでいる。また、阿由知通以外の隣接として、南に東畑町(1・2丁目）と御器所通（3丁目）、北に小桜町、3丁目の東に塩付通、1丁目の西に北山本町と接する。

## 歴史
- 1933年（昭和8年）9月20日 - 中区御器所町・広路町の各一部により、同区緑町が成立する[1]。
- 1937年（昭和12年）10月1日 - 昭和区編入により、同区緑町となる[1]。
- 1941年（昭和16年）3月15日 - 一部が北山本町に編入される[2]。

## 世帯数と人口
2019年（平成31年）1月1日現在の世帯数と人口は以下の通りである。
| 町丁 | 世帯数  | 人口  |
| ---- | ------- | ----- |
| 緑町 | 393世帯 | 765人 |

## 学区
市立小・中学校に通う場合、学校等は以下の通りとなる。また、公立高等学校に通う場合の学区は以下の通りとなる。
| 丁目      | 番・番地等 | 小学校               | 中学校               | 高等学校 |
| --------- | ---------- | -------------------- | -------------------- | -------- |
| 緑町1丁目 | 全域       | 名古屋市立吹上小学校 | 名古屋市立北山中学校 | 尾張学区 |
| 緑町2丁目 | 全域       | 名古屋市立吹上小学校 | 名古屋市立北山中学校 | 尾張学区 |
| 緑町3丁目 | 全域       | 名古屋市立松栄小学校 | 名古屋市立桜山中学校 | 尾張学区 |

## 施設
- 桜花学園高等学校

## その他

### 日本郵便
- 郵便番号 : 466-0013[WEB 2]（集配局：昭和郵便局[WEB 7]）。

### WEB
1. 1 2  “町・丁目(大字)別、年齢(10歳階級)別公簿人口(全市・区別)”.   名古屋市 (2019年1月23日). 2019年1月23日閲覧。
2. 1 2  “郵便番号”.  日本郵便. 2019年1月6日閲覧。
3. ↑  “市外局番の一覧”.   総務省. 2019年1月6日閲覧。
4. ↑  “昭和区の町名一覧”.   名古屋市 (2015年10月21日). 2019年1月12日閲覧。
5. ↑  “市立小・中学校の通学区域一覧”.   名古屋市 (2018年11月10日). 2019年1月14日閲覧。
6. ↑  “平成29年度以降の愛知県公立高等学校（全日制課程）入学者選抜における通学区域並びに群及びグループ分け案について”.   愛知県教育委員会 (2015年2月16日). 2019年1月14日閲覧。
7. ↑  郵便番号簿 平成29年度版 - 日本郵便. 2019年01月06日閲覧 (PDF)

### 書籍
1. 1 2  名古屋市計画局 1992, p. 797.
2. ↑  名古屋市計画局 1992, p. 798.